# Zoomer.de
zoomer.de war ein deutsches Nachrichtenportal, das im Februar 2008 startete und ein Jahr später eingestellt wurde. Es gehörte zur Verlagsgruppe Georg von Holtzbrinck.
Herausgeber war der ehemalige Fernsehmoderator Ulrich Wickert. Die etwa 40-köpfige Redaktion saß in Berlin und produzierte dort auch für die Onlineausgabe des Tagesspiegels und die News-Seite von Zeit Online. Entwickelt wurde zoomer.de unter anderem von der Redaktion, die zuvor die Wirtschaftszeitung BusinessNews produziert hatte, sowie von der Tagesspiegel-Online-Redaktion. (Video-)Kolumnisten waren neben dem Herausgeber selbst unter anderem Christoph von Marschall, Oliver Forster, Fiona Erdmann, Wladimir Kaminer und Lorenz Maroldt.

## Konzept
Das Nachrichtenportal richtete sich an junge User und setzte auf eine weitreichende Interaktivität. So konnten eingeloggte Mitglieder unter anderem Kommentare per Video einsenden. Als innovativ bezeichnete die zoomer.de-Redaktion die Gewichtung der Themen. Häufig angeklickte und kommentierte Artikel verblieben an prominenter Stelle.
Neben eigen erstellten Videobeiträgen zeigte zoomer.de ausgewählte Fernsehbeiträge aus der Mediengruppe RTL sowie die fürs Internet produzierte Tagesschau in 100 Sekunden. zoomer.de war damit die erste Website außerhalb der ARD, die das Videoangebot der Tagesschau nutzte.

## Geschichte
Das Portal ging im Februar 2008 online. Im Oktober 2008 hatte es rund 4,5 Millionen Besucher bei rund 8,5 Millionen Seitenaufrufen. Einer Studie der Arbeitsgemeinschaft Online-Forschung zufolge liegt zoomer.de im September 2008 auf Platz 9 der meistbesuchten deutschen Nachrichtenportale im Internet.
Am 9. Februar 2009 verkündete der Chefredakteur Frank Syré, dass zoomer.de Ende Februar 2009 beendet werde. Als Grund gab er die Auswirkungen der Wirtschafts- und Medienkrise auf den Mutterkonzern, die Verlagsgruppe Georg von Holtzbrinck, an.